# 해심밀경
《해심밀경》(解深密經)은 인도의 중기 대승불교의 경전이다.  원래 명칭은 상디니르모차나 수트라(Samdhinirmocana sutra)라고 하는데 산스크리트어 원본은 없으며, 한역(漢譯)으로는 《심밀해탈경》(深密解脫經, T.0675)과 《해심밀경》((解深密經), T.0676) 2가지가 있으며, 부분역으로 《상속해탈경》(相續解脫經) 2권(T.0678, T.0679)과 《불설해절경》(佛說解節經)(T.0677)이 있다. 티베트역으로는 전역 1종이 있고 이 티베트어역을 통한 프랑스어역이 있다.
《해심밀경》은 기원후 300년 전후에 성립되었다고 보며, 중기 대승경전에 속하고, 문답 형식으로 논술되어 있어서 경(經)이라기보다는 논(論)의 부류에 속한다.
인도의 유가유식설(瑜伽唯識說)과 중국 등지의 법상종(法相宗)의 근본경전 중 하나로 되어 있다. 신라의 고승 원측은 이 경전의 해설서인 《해심밀경소》(解深密經疏)를 지었다.

## 내용
내용은 8품(八品)으로 되어 있다.
제1품은 서품(序品)이고 제2~5품의 4품은 이론이며, 제6~8품의 3품은 실천에 관한 주제를 취급하고 있다.  특히 제3품인 〈심의식상품〉(心意識相品)에서 서술되어 있는 식(識) 사상은 불교 사상의 역사에서 매우 중요한 구실을 하였다. 즉, 식(識)은 인간이 생존하는 유일한 주체적 근거가 되는 것으로서 신체를 보지(保持)하고, 인간의 경험에 의해 형성되며, 후일 일체의 현상을 낳게 하는 종자를 포장(包藏)하고 있다고 설파하고 있다. 여기에 담긴 교의 또는 이론은, 원시불교의 무아(無我), 초기 대승불교의 공(空)과 같은 불교의 기본적인 원리 속에 들어 있으며 각양각색으로 변화하는 현실의 경험세계에 있어서의 주체에 관해서 이를 심리적으로 고찰하는 단서(端緖)를 열고 있다.

## 같이 보기
- 법상종
- 티베트 불교
- 대승 경전

## 참고 문헌
- 이 문서에는 다음커뮤니케이션(현 카카오)에서 GFDL 또는 CC-SA 라이선스로 배포한 글로벌 세계대백과사전의 내용을 기초로 작성된 글이 포함되어 있습니다.